# Shyla Stylez
Shyla Stylez, eredeti születési nevén Amanda Jean Hardy (Armstrong, Brit Columbia, 1982. szeptember 23. – Armstrong, 2017. november 10.) kanadai pornószínésznő, fotómodell.

## Életpályája
Shyla Stylez (Shyla, Amanda Auclair, Shyla Styles, Shyla Stylex) kanadai származású pornósztár. Iskolája után Vancouverbe költözött, ahol webkamerák előtt dolgozott. 18 évesen sztriptíztáncosnő lett. 2000 augusztusában Los Angelesbe költözött. Jill Kelly forgatta a filmjeit kezdetben. 2002-ben megházasodott Bob Friedland-dal, de 2003-ban szét is vált a pár. 2006-ban Shyla Stylez visszatért a filmezéshez.

## Válogatott filmográfia
| - Big Wet Tits 5 (2007) (V) - Fetish Dolls (2007) (V) - Girls Will Be Girls (2007) (V) - Neighbor Affair 4 (2007) (V) - Ass Addiction (2006) (V) - Ass Worship 9 (2006) (V) - The Black Bastard 11 (2006) (V) - Cum Shots 9 (2006) (V) - DDs & Derieres (2006) (V) - Evilution 2 (2006) (V) - Fantasy All-Stars 3 (2006) (V) - Fishnets 6 (2006) (V) | - Fucked on Sight (2006) (V) - Girlvana 2 (2006) (V) - Housewife 1 on 1 #6 (2006) (V) - Jack's Big Tit Show 4 (2006) (V) - Jack's POV 5 (2006) (V) - Lady Scarface (2006) (V) - Naughty Office 5 (2006) (V) - Pussy Foot'n 18 (2006) (V) - Slut Collector (2006) (V) - Sodom 3 (2006) (V) - Sexual Suspects (2005) (TV) - Call Girl Wives (2005) (TV) |